# Region Puno
Die Region Puno [ˈpuno] (spanisch Región Puno, Quechua Punu suyu) ist eine Region im Süden Perus. Auf einer Fläche von 66.988 km² leben 1.415.600 Menschen. Die Hauptstadt ist Puno.

## Bevölkerung
Mehr als drei Viertel der Bevölkerung sind Indigene. Die häufigsten Muttersprachen sind Quechua (42 %, Variante Qusqu-Qullaw), Spanisch (29 %) und Aymara (27 %). Damit ist Puno die peruanische Region mit dem höchsten Anteil an Aymara-Muttersprachlern.

## Geographie
Die Region grenzt im Osten an Bolivien.
Innerhalb Punos liegt der peruanische Anteil am Titicaca-See.

## Provinzen
Die Region unterteilt sich in dreizehn Provinzen.
| Provinz               | Hauptstadt |
| --------------------- | ---------- |
| Azángaro              | Azángaro   |
| Carabaya              | Macusani   |
| Chucuito              | Juli       |
| El Collao             | Ilave      |
| Huancané              | Huancané   |
| Lampa                 | Lampa      |
| Melgar                | Ayaviri    |
| Moho                  | Moho       |
| Puno                  | Puno       |
| San Antonio de Putina | Putina     |
| Sandia                | Sandia     |
| San Román             | Juliaca    |
| Yunguyo               | Yunguyo    |

## Sonstiges
Am 15. September 2007 ereignete sich südlich des Titicaca-Sees in der Provinz Chucuito der Meteoroideneinschlag von Carancas.